# Pipiza notabila
Pipiza notabila är en tvåvingeart som först beskrevs av Violovitsh 1985.  Pipiza notabila ingår i släktet gallblomflugor, och familjen blomflugor. Inga underarter finns listade i Catalogue of Life.